# Andijan Challenger
L'Andijan Challenger è stato un torneo professionistico di tennis giocato su campi in cemento. Faceva parte dell'ATP Challenger Series. Si è giocata un sola edizione nel 1996, a Andijan in Uzbekistan.

## Albo d'oro

### Singolare
| Anno | Campione       | Finalista       | Punteggio     |
| ---- | -------------- | --------------- | ------------- |
| 1996 | Grant Stafford | Stéphane Simian | 6–2, 6–7, 6–4 |

### Doppio
| Anno | Campioni                 | Finalisti                    | Punteggio |
| ---- | ------------------------ | ---------------------------- | --------- |
| 1996 | Geoff Grant Maurice Ruah | Mahesh Bhupathi Leander Paes | 6–4, 6–3  |